# روبرت سابولسكي
روبرت مورييس سابولسكي (مواليد 6 أبريل 1957) (بالإنجليزية: Robert Morris Sapolsky)‏ عالم أمريكي، بروفيسور البيولوجيا وطب الجهاز العصبي في جامعة ستانفورد، وهو أيضا باحث مشارك في المتاحف الوطنية في كينيا. بالإضافة إلى ذلك، فهو باحث مشارك في المتاحف الوطنية في كينيا.

## النشأة والتعليم
ولد سابولسكي في بروكلين، نيويورك، لمهاجرين من الاتحاد السوفييتي. كان والده، توماس سابولسكي، مهندسًا معماريًا قام بتجديد مطاعم لوشوفس ولونديز. نشأ روبرت يهوديًا أرثوذكسيًا وقضى وقته يقرأ ويتخيل العيش مع الغوريلا الجبلية. في سن الثانية عشرة، كان يكتب رسائل معجبين إلى علماء الرئيسيات. التحق بمدرسة جون ديوي الثانوية، وبحلول ذلك الوقت، كان يقرأ الكتب المدرسية حول هذا الموضوع ويعلم نفسه اللغة السواحيلية.
يصف سابولسكي نفسه بالملحد. صرح في خطاب قبوله لجائزة الإمبراطور ليس لديه ملابس، لقد نشأت في أسرة أرثوذكسية [يهودية]، وتربيت على دين متدين حتى حوالي 13 عامًا أو نحو ذلك. في سنوات مراهقتي، كان أحد الإجراءات المحددة في حياتي كانت الابتعاد عن كل المعتقدات الدينية على الإطلاق.
في عام 1978، حصل سابولسكي على درجة البكالوريوس. في الأنثروبولوجيا البيولوجية بامتياز مع مرتبة الشرف من جامعة هارفارد. ثم ذهب إلى كينيا لدراسة السلوك الاجتماعي لقرود البابون في البرية. عندما اندلعت حرب أوغندا وتنزانيا في البلدان المجاورة، قرر سابولسكي السفر إلى أوغندا لمشاهدة الحرب عن قرب، وعلق لاحقًا قائلًا: كنت في الحادية والعشرين وأردت المغامرة. [...] كنت أتصرف وكأنني مراهق متأخر. ذهب إلى العاصمة الأوغندية كمبالا، ومن هناك إلى الحدود مع زائير (الآن جمهورية الكونغو الديمقراطية)، ثم عاد إلى كمبالا، حيث شهد بعض القتال، بما في ذلك أوغندا غزو العاصمة من قبل الجيش التنزاني وحلفائه المتمردين الأوغنديين في 10-11 أبريل 1979. ثم عاد سابولسكي إلى نيويورك ودرس في جامعة روكفلر، حيث حصل على درجة الدكتوراه. في علم الغدد الصماء العمل في مختبر الغدد الصماء بروس مكيوين.
بعد الدراسة الميدانية الأولى لمدة عام ونصف في إفريقيا، كان يعود كل صيف لمدة خمسة وعشرين عامًا أخرى لمراقبة نفس مجموعة قرود البابون، من أواخر السبعينيات إلى أوائل التسعينيات. كان يقضي من 8 إلى 10 ساعات يوميًا لمدة أربعة أشهر تقريبًا كل عام في تسجيل سلوكيات هذه الرئيسات.

## المسار المهني
سابولسكي حاليًا أستاذ جون أ وسينثيا فراي جن في جامعة ستانفورد، ولديه تعيينات مشتركة في عدة أقسام، بما في ذلك العلوم البيولوجية وعلوم الأعصاب وعلوم الأعصاب وجراحة الأعصاب.
بصفته اختصاصيًا في الغدد الصماء العصبية، فقد ركز أبحاثه على قضايا الإجهاد وتنكس الخلايا العصبية، بالإضافة إلى إمكانيات استراتيجيات العلاج الجيني لحماية الخلايا العصبية الحساسة من المرض. يعمل حاليًا على تقنيات نقل الجينات لتقوية الخلايا العصبية ضد التأثيرات المعوقة للغلوكوكورتيكويد. كل عام، قضى سابولسكي وقتًا في كينيا في دراسة مجموعة من قرود البابون البرية من أجل تحديد مصادر التوتر في بيئتهم العلاقة بين الشخصية وأنماط الأمراض المرتبطة بالتوتر في هذه الحيوانات. وبشكل أكثر تحديدًا، يدرس سابولسكي مستويات الكورتيزول بين الذكر والأنثى والمرؤوسين لتحديد مستوى الإجهاد. يمكن العثور على مثال مبكر، ولكن ما يزال مناسبًا لدراساته عن قرد البابون في مقالته لعام 1990 في Scientific American بعنوان الإجهاد في البرية. وقد كتب أيضًا عن الضعف العصبي والدفاع عن الجنون داخل النظام القانوني الأمريكي.

## روابط خارجية
- روبرت سابولسكي على موقع IMDb (الإنجليزية)
- روبرت سابولسكي على موقع ميوزك برينز (الإنجليزية)
- روبرت سابولسكي على موقع قاعدة بيانات الفيلم (الإنجليزية)